# La Salle-en-Beaumont
La Salle-en-Beaumont település Franciaországban, Isère megyében. Lakosainak száma 347 fő (2022. január 1.). La Salle-en-Beaumont Quet-en-Beaumont, Saint-Laurent-en-Beaumont, Sainte-Luce, Saint-Michel-en-Beaumont, Saint-Pierre-de-Méaroz és Châtel-en-Trièves községekkel határos.

## Népesség
A település népességének változása:
| Lakosok száma | 222  | 250  | 278  | 277  | 322  | 323  | 318  | 335  | 342  | 347  |
|               | 1968 | 1982 | 1990 | 2006 | 2013 | 2015 | 2017 | 2019 | 2020 | 2022 |